# خوبسورات (فلم 2014)
خوبسورات (بالعربية: جميلة) (بالإنجليزية: Beautiful) هو فيلم كوميدي درامي هندي صدر عام 2014 من بطولة سونام كابور والممثل فواد خان إلى جانب كيرون خير، راتنا باتاك وعامر رضا حسين، الفيلم من إخراج شاشانكا غوش وإنتاج شركة والت ديزني في فرع الهند و(أنيل كابور فيلم). والفيلم مقتبس من فيلم 1980 الذي يحمل نفس الاسم.

## نبذة عن الفيلم
ميلى (سونام كابور) هي دكتورة العلاج الطبيعي التي يتم تكليفها بعلاج أحد الملوك، والتي ستواجه صعوبات في إقناعه بالعلاج، فلما لم يعد لها خيار حاولت إقناع ابنه بالتحدث إليه، إلا أنهما سيقعان في مواقف طريفة ورومانسية مما سيجعلهم يحبون بعضهم، وستحاول الدكتور تغيير من أساليب وتقاليد العائلة الملكية المقيدة بعدة صعوبات وتقاليد عريقة.